# Phylica maximiliani
Phylica maximiliani är en brakvedsväxtart som beskrevs av Rudolf Schlechter. Phylica maximiliani ingår i släktet Phylica och familjen brakvedsväxter. Inga underarter finns listade i Catalogue of Life.